# SIB-1553A
{{Chembox-lat
| ImageFile = SIB-1553A.svg
| ImageSize = 200px
| ImageAlt =
| IUPACName = (R/S)-4-{[2-(1-Metil-2-pirolidinil)etil]tio}fenol hidrohlorid
| OtherNames =
| Section1 = !Identifikacija
|-

| 

| 
- 191611-76-4

|-
| 

| 
- interaktivna slika

|-

| 
|-
| Section2 = !Svojstva
|-
| 
| 
|-
| Molarna masa
|   
|-
| Section3 = 
}}
SIB-1553A je agonist nikotinskih acetilholinskih receptora koji je selektivan za receptore sa β4 podjedinicom. Administriranje SIB-1553A poboljšava memoriju i pažnju u modelu Parkinsonove bolesti.